# Resolución (matemáticas)
En el ámbito de las matemáticas se denomina resolución de un problema, a la descripción de los pasos (justificaciones) y resultados que permiten establecer cuáles son las condiciones o valores que satisfacen el enunciado del problema. Resolver problemas con el apoyo de herramientas digitales promueve diferentes formas de representar los problemas, de formular conjeturas y elaborar justificaciones para sustentarlas.
Un problema matemático puede:
1. tener solución y ser ésta única;
2. tener un conjunto finito o infinito de soluciones;
3. no tener solución.

De acuerdo al tipo y características del problema se aplican diversas estrategias y metodologías de análisis y tratamiento con la finalidad de encontrar su solución(es) en el caso de que existan, o poder demostrar que el problema carece de solución.
La solución puede quedar expresada por determinados valores explícitos en alguno de los campos de números, o ser en forma implícita, o quedar representada por un conjunto de relaciones o funciones matemáticas y/o geométricas. 